# Monostilifera
Monostilifera is een orde van snoerwormen die behoren tot de klasse Hoplonemertea, een klasse van wormen die wordt gekenmerkt door de aanwezigheid van een eigenaardig anker van stekels of platen in hun slurf. De orde is wetenschappelijk beschreven door August Brinkmann en werd voor het eerst geldig gepubliceerd in 1917.

## Families
Het bevat de volgende families:
- Acteonemertidae
- Amphiporidae
- Carcinonemertidae
- Cratenemertidae
- Prosorhochmidae
- Tetrastemmatidae